# Powiat grudziądzki

Mapa powiatu

Logo powiatu

Powiat grudziądzki – powiat w Polsce, w północno-wschodniej części województwa kujawsko-pomorskiego, utworzony w 1999 roku w ramach reformy administracyjnej. Jego siedzibą jest miasto Grudziądz. Największym miastem w powiecie jest Łasin.
W skład powiatu wchodzą:
- gminy miejsko-wiejskie: Łasin, Radzyń Chełmiński
- gminy wiejskie: Grudziądz, Gruta, Rogóźno, Świecie nad Osą
- miasta: Łasin, Radzyń Chełmiński

## Historia
W 1764 w związku z próbą ograniczenia liczby posłów z Prus Królewskich przeprowadzono reorganizację administracyjną Prus Królewskich wprowadzając podział województwa na 7 powiatów (chełmiński, toruński, grudziądzki, radzyński, kowalewski, brodnicki i nowomiejski), a następnie w 1767 dodano jeszcze dwa kolejne, golubski i łasiński. Były one w praktyce jedynie okręgami sejmikowymi (z każdego powiatu miało być wysyłanych 2 posłów), a dalej zachowano dawny podział na dwa okręgi sądowe. W praktyce, z racji na konfederację barską, a następnie I rozbiór decyzje te nigdy nie weszły w życie i nawet nie wytyczono granic poszczególnych powiatów.

### 1818–1945
Powiat grudziądzki („Powiat Graudenz”) utworzono 1 kwietnia 1818 roku. Powiat wchodził w skład rejencji kwidzyńskiej znajdującej się w prowincji Prusy Zachodnie. W 1887 m.in. z części obszaru powiatu grudziądzkiego utworzono powiat wąbrzeski („Powiat Briesen”).
1 stycznia 1900 roku wyłączono z powiatu miasto Grudziądz. W 1900 r. w powiecie grudziądzkim (bez miasta Grudziądz) zamieszkiwało 58% Niemców i 40% Polaków. Ewangelicy stanowili 50% mieszkańców, a katolicy 48%.
23 stycznia 1920 r. powiat grudziądzki został przejęty przez administrację polską.
Wchodził w skład województwa pomorskiego z siedzibą w Toruniu. W 1921 r. w powiecie grudziądzkim zamieszkiwało 33% Niemców i 67% Polaków, a w 1931 r. już tylko 18% Niemców.
W latach okupacji powiat podlegał rejencji kwidzyńskiej Okręgu Gdańsk-Prusy Zachodnie.

### 1945–1975
W latach 1945–1950 powiat wchodził w skład województwa pomorskiego z siedzibą w Bydgoszczy.
W latach 1950–1975 powiat wchodził w skład województwa bydgoskiego z siedzibą w Bydgoszczy. Powiat liczył wtedy: 2 miasta, 7 gmin i 96 gromad.
Miasta: Łasin i Radzyń Chełmiński
Gminy: Gmina Grudziądz, Gmina Gruta, Gmina Łasin, Gmina Mokre, Gmina Radzyń Chełmiński, Gmina Rogóźno i Gmina Świecie nad Osą.
W 1973 r. powiat liczył 1 miasto i 5 gmin (bez Radzynia Chełmińskiego i Gminy Radzyń Chełmiński, które to należały wtedy do powiatu wąbrzeskiego).

## Demografia
Liczba ludności (dane z 30 czerwca 2005):
|        | Ogółem | Ogółem | Kobiety | Kobiety | Mężczyźni | Mężczyźni |
| osób   | %      | osób   | %       | osób    | %         |           |
| ------ | ------ | ------ | ------- | ------- | --------- | --------- |
| Ogółem | 38 433 | 100    | 19 299  | 50,21   | 19 134    | 49,79     |
| Miasto | 5203   | 13,54  | 2755    | 7,17    | 2448      | 6,37      |
| Wieś   | 33 230 | 86,46  | 16 544  | 43,05   | 16 686    | 43,42     |

▶Wieś vs ▶miasto
Ogółem (▶k, ▶m)
Miasto (▶k, ▶m)
Wieś (▶k, ▶m)

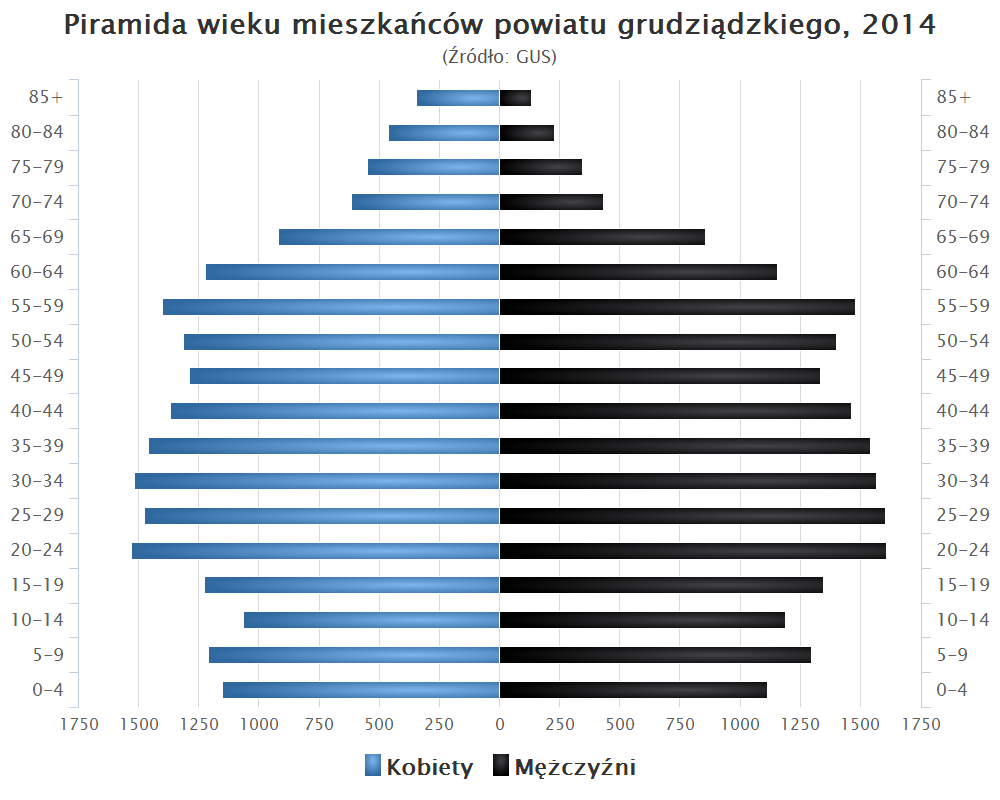
Piramida wieku mieszkańców powiatu grudziądzkiego w 2014 roku

Według danych z 31 grudnia 2019 roku powiat zamieszkiwało 40 238 osób. Natomiast według danych z 30 czerwca 2020 roku powiat zamieszkiwały 40 202 osoby.

## Gospodarka
W końcu września 2019 liczba zarejestrowanych bezrobotnych w powiecie obejmowała ok. 1,5 tys. mieszkańców, co stanowi stopę bezrobocia na poziomie 10,9% do aktywnych zawodowo.

## Jednostki organizacyjne powiatu, inspekcje, służby

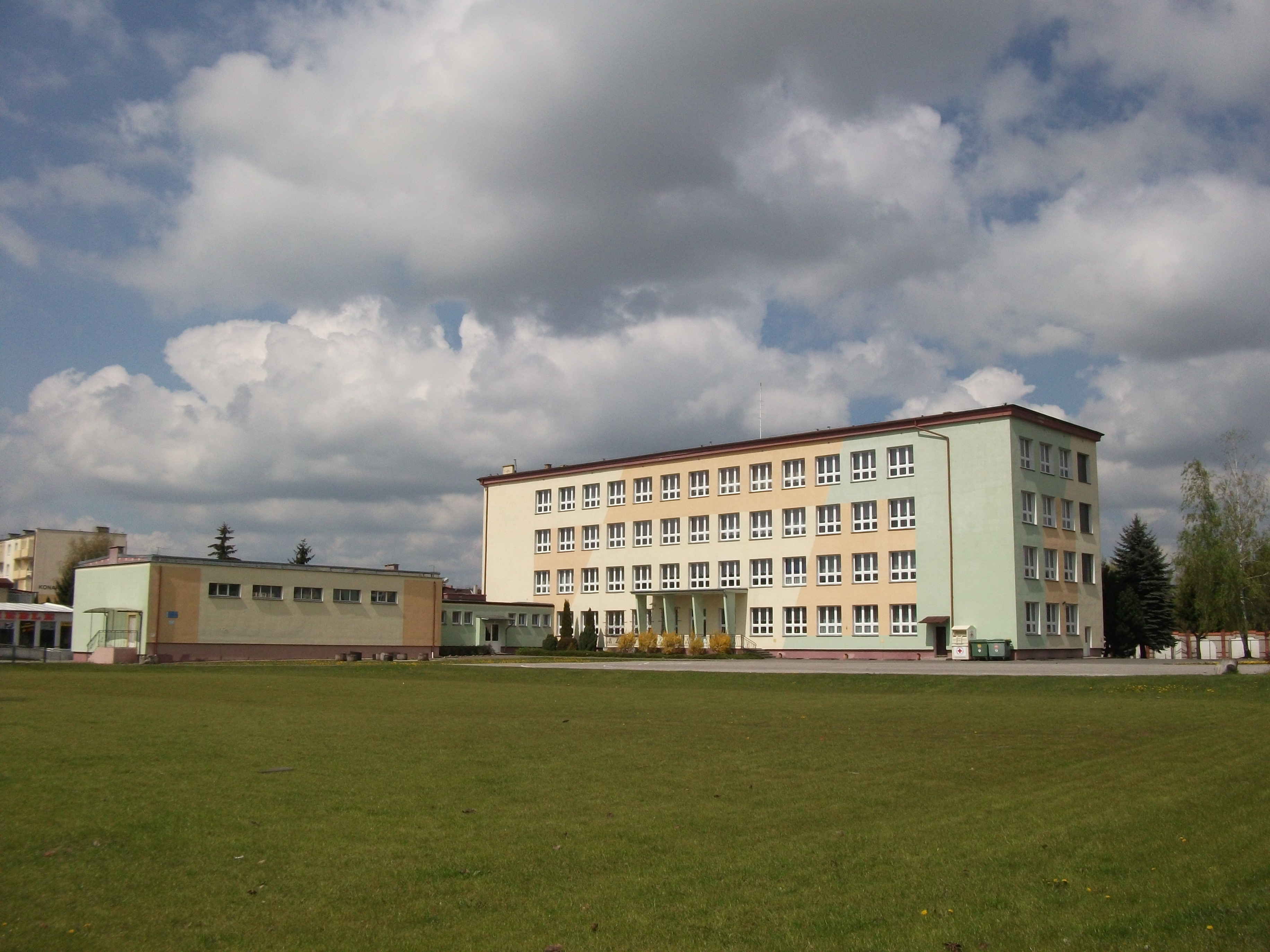
Zespół Szkół Ponadpodstawowych im. Kazimierza Jagiellończyka w Łasinie

- Zespół Szkół Ponadpodstawowych im. Kazimierza Jagiellończyka w Łasinie
- Placówka Opiekuńczo – Wychowawcza w Wydrznie
- Placówka Opiekuńczo – Wychowawcza w Białochowie
- Powiatowe Centrum Pomocy Rodzinie
- Powiatowy Zarząd Dróg w Grudziądzu
- Powiatowy Rzecznik Konsumentów
- Powiatowy Inspektorat Nadzoru Budowlanego

## Walory turystyczno-przyrodnicze

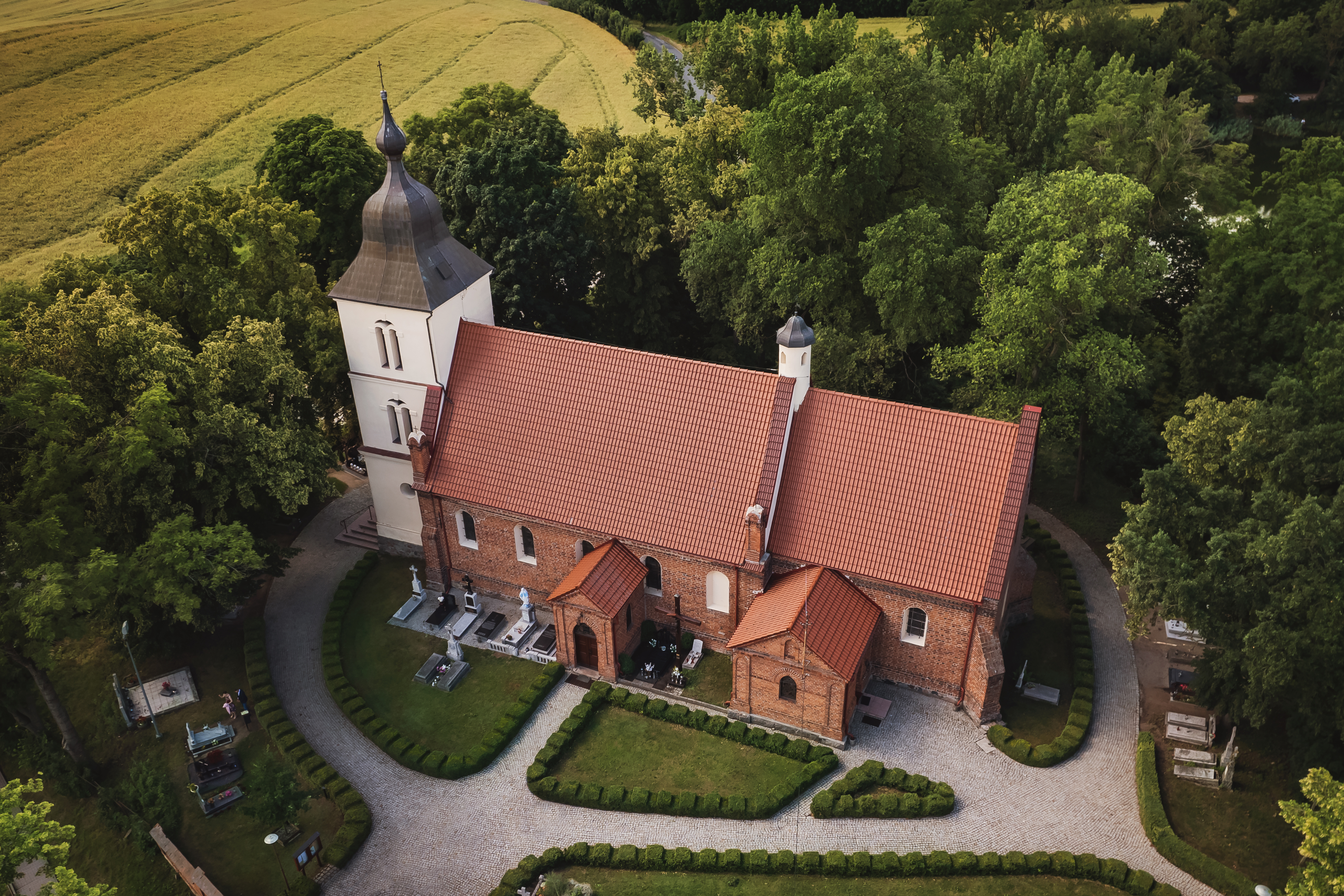
Kościół w Grucie

W Grudziądzu rozpoczyna swój bieg pięć znakowanych szlaków turystycznych, które przebiegają przez najciekawsze fragmenty powiatu. Szlak czerwony wiedzie przez Nową Wieś, Wielki Wełcz, rezerwat „Jamy” do Gardei. Jego druga odnoga prowadzi z Grudziądza przez Radzyń Chełmiński do Ryńska. Szlak żółty prowadzi przez Rogóźno-Zamek, do jeziora Kudznia, kolejny zielony łączy Świecie nad Osą, Mełno i Radzyń Chełmiński. Ostatnia trasa oznaczona kolorem niebieskim prowadzi skrajem Wysoczyzny Chełmińskiej przez Biały Bór, Gogolin i Klamry. Jedną z największych atrakcji turystycznych powiatu są pozostałości średniowiecznych zamków krzyżackich w Radzyniu Chełmińskim, Rogóźnie i Pokrzywnie. Najsławniejsza z warowni w Radzyniu Chełmińskim posiada klasę międzynarodową w skali oszacowania wartości zabytków. Do naszych czasów zachowało się południowe skrzydło zamku z kaplicą i dwoma narożnymi kwadratowymi wieżami, część przyziemia, a także przedzamcze w formie trapezu. Z udostępnionych do zwiedzania wież zamkowych turyści mogą podziwiać panoramę rozciągająca się na miasteczko i okolice. Z położonego na wyniosłym wzgórzu zamku w Rogóźnie pozostało czworoboczna wieża z bramą wjazdową, resztki murów, fragmenty przedzamcza oraz budynki gospodarcze z przełomu XVIII i XIX wieku. W Pokrzywnie obejrzeć można część zamkowych murów oraz trójkondygnacyjny spichlerz na przedzamczu.

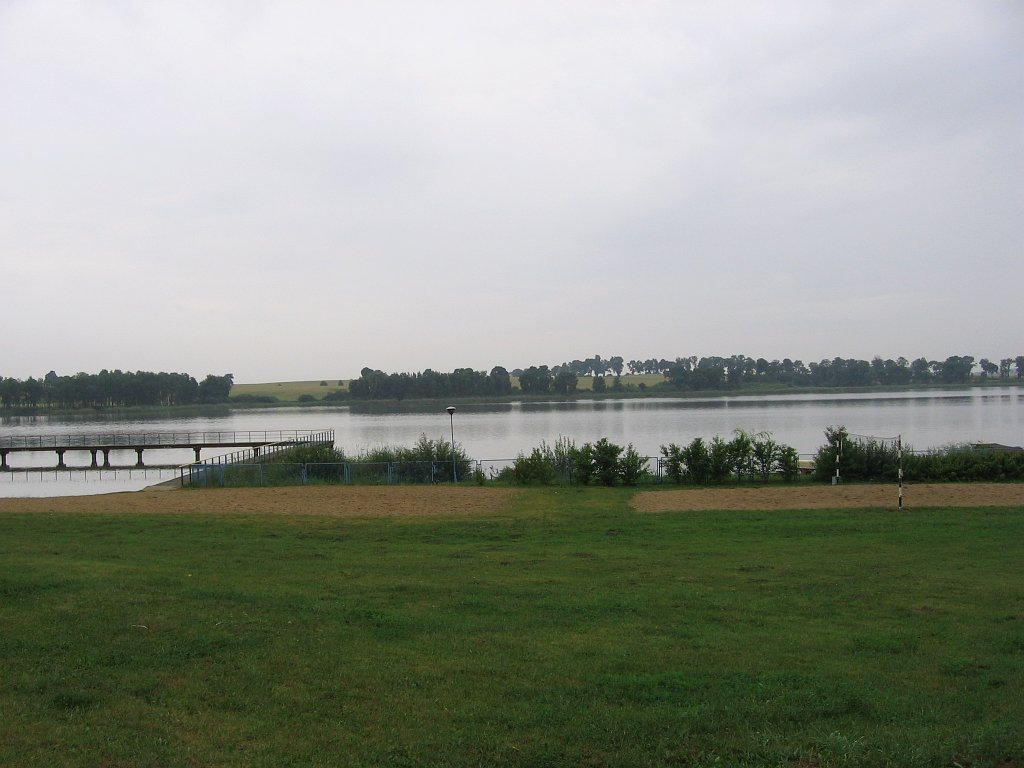
Jezioro Zamkowe w Łasinie

Teren powiatu grudziądzkiego oferuje wiele atrakcji turystom również dzięki bogactwu form morfologicznych i osobliwościom przyrody. Spragnieni wypoczynku nad wodą, mogą zażywać kąpieli w licznych jeziorach, spośród których najlepiej zagospodarowane są: j. Łasińskie, j. Kuchnia, j. Nogat. Pasjonaci żeglarstwa i sportów wodnych znajdą dogodne warunki nad j. Łasińskim. Jeziora i rzeki powiatu są ponadto znakomitymi miejscami do wędkowania. Na infrastrukturę turystyczną na terenach nadwodnych składają się między innymi kąpieliska w Grucie i Kneblowie, a także Ośrodek Wypoczynkowo-Szkoleniowy „Casus” nad jeziorem Łasińskim oraz Gminny Ośrodek Sportów Wodnych nad jeziorem Rudnickim Wielkim w miejscowości Biały Bór. Amatorzy wycieczek pieszych i rowerowych mogą podziwiać nieskażoną przyrodę na terenach rezerwatów przyrody: „Jamy”, „Dolina Osy” i „Rogóźno Zamek”. Największym jest rezerwat „Dolina Osy” zajmujący 665,11 ha. Utworzony został w 1994 r. dla ochrony unikatowego krajobrazu wijącej się między stromymi zboczami rzeki. Rezerwat leśny „Jamy” o powierzchni 106,11 ha (utworzony w 1967 r.) chroni fragmenty buczyny pomorskiej oraz zbiorowiska grądowe.

## Transport drogowy
Drogi przebiegające przez teren powiatu:
- A1 (Rusocin – Nowe Marzy – Grudziądz – Lisewo – Lubicz – Stryków – Gorzyce granica państwa z Czechami)
- 16 (91Dolna Grupa – Grudziądz – Rogóźno-Zamek – Łasin – Iława – Olsztyn – Ełk – Augustów – Ogrodniki granica państwa z Litwą
- 55 (91 Stolno – Mały Rudnik – Grudziądz – Mokre – Dusocin – Kwidzyn – Malbork – Nowy Dwór Gdański S7)
- 533 (Okonin – Mełno)
- 534 (16 55 Grudziądz – Okonin – Radzyń Chełmiński – Wąbrzeźno – Golub-Dobrzyń – Rypin)
- 535 16 Rogóźno-Zamek – Rogóźno – Rogóźno Pomorskie)
- 538 (Fijewo – Mełno – Gruta – Łasin – Nowe Miasto Lubawskie – Rozdroże)
- 543 (Paparzyn 55 – Radzyń Chełmiński – Jabłonowo Pomorskie – 15 Brodnica)
- Międzynarodowy Szlak rowerowy R1
- Wiślana Trasa Rowerowa
- planowana S5 (Wrocław – Ostróda)[8]

W powiecie grudziądzkim, w miejscowości Rozgarty, znajduje się jeden z końców mostu drogowego przeprowadzającego autostradę A1 przez Wisłę, będącego najdłuższą przeprawą mostową w Polsce.

## Transport kolejowy
- 207 (Toruń Wschodni – Wałdowo Szlacheckie – Grudziądz – Rogóźno Pomorskie – Malbork)
- 208 (Działdowo – Brodnica – Jabłonowo Pomorskie – Bursztynowo – Mełno – Nicwałd – Grudziądz – Laskowice Pomorskie – Chojnice)

## Starostowie grudziądzcy
Na podstawie źródła:
- Zdzisław Żuchowski (23 listopada 1998 – 25 listopada 2002)
- Halina Kowalkowska (25 listopada 2002 – 6 lutego 2006)
- Wiesław Drożdża (6 lutego 2006 – 7 grudnia 2006)
- Marek Szczepanowski (7 grudnia 2006 – 1 grudnia 2014)
- Edmund Korgol (1 grudnia 2014 – 21 listopada 2018)
- Adam Andrzej Olejnik (21 listopada 2018 – nadal)

## Sąsiednie powiaty
- kujawsko-pomorskie: miasto Grudziądz, powiat świecki, powiat chełmiński, powiat wąbrzeski, powiat brodnicki
- pomorskie: powiat kwidzyński
- warmińsko-mazurskie: powiat nowomiejski, powiat iławski